# Momoka Horikawa
Momoka Horikawa (Japans: 堀川桃香) (Prefectuur Hokkaido, 10 juli 2003) is een Japanse langebaanschaatser.
Op 18-jarige leeftijd maakte Horikawa haar Olympische debuut tijdens de 5000 meter van 2022 in Peking. Zij reed daarbij een persoonlijk record van 7.06,92. Tijdens het WK afstanden 2023 reed ze op 5 maart 2023 het oude wereldrecord junioren van Martina Sáblíková van 25 februari 2006 uit de boeken dat stond op 7.01,38.

## Records

### Persoonlijke records
| Afstand    | Tijd     | Datum            | Baan           |
| ---------- | -------- | ---------------- | -------------- |
| 500 meter  | 39,98    | 8 maart 2024     | Inzell         |
| 1000 meter | 1.19,45  | 12 februari 2021 | Nagano         |
| 1500 meter | 1.55,42  | 27 januari 2024  | Salt Lake City |
| 3000 meter | 4.00,58  | 1 februari 2025  | Milwaukee      |
| 5000 meter | *6.58,78 | 5 maart 2023     | Heerenveen     |

* = wereldrecord junioren

### Wereldrecords
| Nr.  | Afstand    | Tijd    | Datum        | Baan       |
| ---- | ---------- | ------- | ------------ | ---------- |
| jr1. | 5000 meter | 6.58,78 | 5 maart 2023 | Heerenveen |

## Resultaten
| Jaar | Olympische Spelen | WK Afstanden                                                      | WK Allround            | WK Junioren                       |
| ---- | ----------------- | ----------------------------------------------------------------- | ---------------------- | --------------------------------- |
| 2020 |                   |                                                                   |                        | 4e 1500m · 3000m · 10e massastart |
|      |                   |                                                                   |                        |                                   |
| 2022 | 10e 5000m         |                                                                   |                        |                                   |
| 2023 |                   | 8e 3000m · 6e 5000m · achtervolging                               |                        | 3000m · DNF achtervolging         |
| 2024 |                   | 9e 3000m · 9e 5000m · achtervolging                               | NC12 (17e, 7e, 12e, -) |                                   |
| 2025 |                   | 17e 1500m · 12e 3000m · 9e 5000m · 16e massastart · achtervolging |                        |                                   |